# 問題兒童都來自異世界？
《問題兒童都來自異世界？》（日语：問題児たちが異世界から来るそうですよ？）簡稱「問題兒童」，是日本的輕小說作品。作者為龍之湖太郎，插畫是天之有。2012年七月在雜誌《Comp Ace》9月號封面上公開了作品動畫企劃進行中的消息。電視動畫於2013年一月放映。曾獲第一屆《店員最愛輕小說大賞》第六位。

## 故事簡介
三個問題兒童在現實世界中擁有特殊能力，有一天，互不相識的他們分別被一張神秘的邀請函召喚前往箱庭世界，在那裡特殊能力被稱為恩賜（Gift）。召喚他們去箱庭世界的是被稱為「箱庭貴族」的黑兔。箱庭主要以恩賜遊戲和共同體為主，任何無理的要求也可以通過恩賜遊戲來實現。遊戲前雙方必須簽訂契約，由中央審判，輸的一方必須完成對方的條件。這是主角們為了共同體 No Name 而勇敢作戰的故事，當中包括不少奇遇。

## 名詞解釋
箱庭世界
与现实世界一定程度相互干涉的某个世界，本作的舞台，非自然生成（為各式修羅神佛為了娛樂所創造的舞台）。虽然有「世界的尽头」，但其总面积仍然达到堪比恒星表面积的级别。人类可以根据「立体交叉並行世界論」被召入箱庭世界，此外若有高階的神靈幫助，亦可強制召喚至箱庭。
外門
指箱庭各層級外壁上的門，其位数与层级数相等，最低为7位。位数越小越接近都市中心，同時所居住的人物的力量也越強大。五位數被稱為中層，4位數及以上的外門被稱為上層。普遍認為5位數跟4位數雖只差一位數，但實力差距十分大。
境界門
在擁有龐大土地的箱庭都市中，為了方便往返移動而設置的系統，能夠銜接起外門與外門。每人每次使用的金額由該地區的「地域支配者」決定（此使用費為地域支配者重要財源），而箱庭贵族及地域支配者可豁免。
星之主權
箱庭世界内能操纵星星之权力。星星本质上为各个共同体或联盟的旗帜。
太陽之主權
由於許多神佛的存在是來自於太陽的主權，所以是由「黄道十二宮」與「赤道十二辰」的天體分割法分割成24等分的主權。如果擁有其中一個主權就有可能可以打開箱庭世界的大天幕。
除了上述的東西之外，黃道星座中還存在著第十三個主權“蛇夫座（アスクレピオス）”，這是在全權階層支配者出現時授予其使用的存在。蕾蒂西亞曾經持有蛇夫座。
太陽主權的持有者可以招喚出代表其主權的星獸。
目前暫時已知的有白夜叉（14個）及萬聖節女王（6個）、蕾蒂西亚（1個）、殿下轉移給逆廻十六夜（1個）、殿下所保留（1個），剩餘2個未知。
月之主權
被分割成15等分的主權。已知黑兔擁有的"月界神殿"，蛟劉擁有的"新月"，其餘13個未知
恩賜遊戲
箱庭世界内的一種遊戲。只要準備好獎品，任何人都可以举办。规则由主办方制定，而参加与否则由参赛方自行决定，但主办者拥有「主办者权限」的情况另行考虑。其形式多种多样，小到单纯凭运气的掷骰子，大到打败「魔王」。但无论怎样，游戏原则上必须可以通关。奖品则与难度成正比。若参赛方失败，则要失去进行游戏前下的「赌注」。
「可以通关」的定义是「通关方法与契约文件上记载的限制并不冲突」。当通关方法超出了参赛者的能力范围（如需要让無法飛行的人在遊戲中飛行，或是殺死不死族之类的情況）时，会被判定为参赛者「自身能力有限」。
魔王主辦的恩賜遊戲在大多數的情況下都会設立有懲罰項目，其懲罰項目的數量與兇惡度與主辦方的勝利條件成反比。遊戲中，參加者的勝利條件基本上有「打倒魔王」、「讓魔王的存在無效」（解謎要素極強）這兩種，當存在三種以上的勝利條件時，對魔王有利项目會被隱藏。
契約文件
举行恩赐游戏时的必要文件。其记载了主办方、参赛者、游戏规则、胜利条件、惩罚项目、失败条件等信息。
恩賜卡
全名為「拉普拉斯紙片」，為一種特殊的高等恩賜。能夠顯示出其擁有者所持有的恩賜，也可將恩賜自由地收放於其中。
唯獨無法辨識出十六夜的恩賜名稱，顯示為真相不明。
主辦者權限
箱庭世界内的一种特殊权限。拥有「主办者权限」的人可以强行举行恩赐游戏而无视参加者的意愿。
審判權限
箱庭世界内的月兔所拥有的权限。在有拥有「审判权限」担当裁判的恩赐游戏中，参赛者与主办者均无法违反规则。拥有「审判权限」则可发动「审议决议」。
审议决议
用以审议恩赐游戏是否有违反规则的会议。需注意参赛者「自身能力有限」并不会被定性为「主办方违规」。审议决议需要参赛者与主办者共同参与。在审议决议期间，被审议的恩赐游戏会强制暂停。
階層支配者
守護共同體間秩序為目的職位。当魔王来袭时，阶层支配者须带领该阶层的共同体共同对抗魔王。
全權階層支配者
階層統治者全部被消滅或是只剩下一個人的情況，那個人會成為全権階層支配者，暫時被授予四位數的地位、太陽的主權之一、選定其他階層支配者的權利。
曾經過去成為全權階層統治者的只有白夜叉跟蕾蒂西亞·德克雷亞。
地域支配者
由地區最有力量者或是由階層統治者承認，共同體會被授予外門利權証。
外門利権証是能取得各種外門權力的特殊契約文件。
外門支配者
支配某个外门的职位。外门支配者可以任意装潢其所支配的外门。
靈格
所謂「靈格」，就是世界得到的「恩賜」，也是「生命的排行」。
獲得方式有兩種：
1. 「基于對世界造成的影響、功績、補償、報酬而獲得」；
2. 「诞生時發生過伴隨奇跡的經歷」。

以後者來舉例，和誕生有密切關係的類型主要是以惡魔等超常個體較為有名；至于後天造成的類型，就是經歷過長久歲月後依然活著的生命能成為仙人，藉由祭品或人命活祭等方式獲得靈格者則會成為惡鬼羅剎等等。
神格
讓身體轉變成物種最高等級位階的恩賜，其他具備的恩賜也會一併強化。
只要給予蛇神格，就會變成身軀龐大的蛇神。只要給予人神格，就會變成活神仙或神童。只要給予鬼神格，就會化作能撼動天地的鬼神。
系統樹
表示生物的起源與演化系的存在。
純種
位於系統樹中起源位置上的天才。在種之中也擁有特別的稱呼。
高位生命（混血）
比本來的生命體更高等的存在。原本不同的兩種生命體是不可能有子嗣的。然而，把那個不可能化為可能而存在的物種。
最強種
指在箱庭世界中，仍足以被尊稱為最強的三大最強種族。包括天生神佛的「神靈」，鬼種或精靈、惡魔等種族中最高位階的「星靈」，以及幻獸的頂點、不具備演化樹的龍種的「純種」。
神靈
是整個時代或支配概念的存在。強力的神靈是可以授予他人神格的，擁有一定信仰的存在也會成為神靈。天生神佛的神靈是最強種之一。
星靈
星靈是指行星以上的星球存在的主精靈。星靈是鬼種或精靈、惡魔等種族中最高位階。執掌質量與空間的最強種。
龍種純種
從無發生的生命體，在某一天毫無前兆地由強大力量聚集而成的物種。單一生殖會生出純血，與異種交配則會生出亞龍。可以從鱗片分裂並製造出新物種。
箱庭騎士
對純種吸血鬼的稱呼。在箱庭都市獨特構造(太陽帷幕)的保護下吸血鬼可以受到陽光照耀，因此他們守護箱庭的身影得到了「箱庭騎士」的稱呼。
箱庭貴族
對月兔一族的稱呼。身為箱庭創始者的眷屬擁有各種恩賜及力量。在國家遭到魔王襲擊後目前一族呈現流亡離散的狀態。
魔王
專指濫用「主辦者權限」之修羅神佛。在箱庭被稱作「天災」的存在。
箱庭三大問題兒童
指的是過去在箱庭有過嚴重前科的三名魔王，原本在“齊天大聖”出生前，被賦予這個稱號的魔王為“白夜魔王”白夜叉、“魔星”阿爾格爾以及“萬聖節女王”，但後來由於白夜叉拜入佛門，其靈格被降低，成為了東區的“階層支配者”並不再擔任魔王，再加上“齊天大聖”做出了像剃光了閻羅王的頭髮和鬍子讓他裸體跪地、把阿修羅族皇子的六隻手全綁住並把他扔入三途川然後自己在一旁開酒宴等各種讓許多神佛恨得牙癢癢的事蹟，讓白夜叉的“箱庭三大問題兒童”稱號被“齊天大聖”繼承。
立體交叉並行世界論
在此作品中的重要關鍵字之一。通稱‧“歷史的轉換期 （パラダイムシフト）”
依照不只是以人類這一生命作為觀測指標的一整段的時期，包含大規模的戰爭、生態系改變等等，作為天地變異發生的時期指標。
時代上被決定了的大概會發生的事情、整個歷史被收束而顯現成各式各樣的“恩賜”。因此大部分的共同體們的根源是來自傳承、傳說或史實上的人物。
在此作品中，箱庭作為描寫所有不同可能性的收束點，必須要在不同的所有時間軸中都被觀測到相同的現象發生才可能被招喚到箱庭。
要引起歷史的轉換期，需在其中占有重要作用的存在或是在信仰中佔有較高靈格的存在。
基本上，神靈是存在於行星的年代記（歷史）之中，依據其性質而受到保護，普通的方式是無法殺死神靈的。
另外，在“某件事情”上，由於是因為太陽的週期這種大規模的事件所引發，必然會引起歷史的轉換期，所以“某件事情”在所有的時間軸中都是不可避免的。
人類最終考驗
可以使人類滅絕的試煉的具體顯現。
有閉鎖世界（敵托邦）（ディストピア）、絕對惡（アジ=ダカーハ）、衰微之風（エンド･エンプティネス）、永動機（ラスト・エンブリオ）等等。
天動説也曾是人類最終考驗的一員，由於歸屬佛門而抑制住這部分的規則。

### 共同體及聯盟
共同體
箱庭世界内由數名人員组成的组織。共同體擁有「名字」與「旗幟」，「名字」用来識別各個共同體，「旗幟」用来表示勢力範圍。理論上名字與旗幟不可重覆。若在恩赐遊戲中失去名字，則會成為「 」。只有奪走(持有)其「名字」的共同體成員才能說出其「名字」，其他人說出其「名字」都會被消音，變成「 」。箱庭世界内的任何人必须加入一个共同体，也可以自行创建。初入箱庭世界的人則会被提供30天的自由期，用以决定加入哪一个共同体。
聯盟
由三个或以上共同体组成的组织。其拥有通用的「名字」与「旗帜」以替代联盟内共同体原本的「名字」「旗帜」。
聯盟權限
在加入聯盟之後，當其中的共同體被魔王襲擊時，沒有達到遊戲的參加條件時依然可以參加遊戲，但是各個共同體的參加與否則是依照各自的判斷，聯盟中的其他共同體沒有一定要參加遊戲的義務。
箱庭世界內的共同體及聯盟：
No Name
問題兒童三人所屬的共同體。根據地為箱庭東區下層2105380外門。過去曾是東部區域勢力最龐大的共同體，被稱為人類史上打倒最多魔王的共同體。以金絲雀為首，為了殺死封鎖人類未來的最強魔王──「人類最終試練」之一的「閉鎖世界」，避免人類進入家畜化的結局而建立的共同體。曾經建立擁有大量超一流上層共同體的「階層支配者」大聯盟。
二百年前，為拯救曾經的盟友「月兔」，召集盟友對抗「人類最終試練」之一的魔王「阿吉·達卡哈」，在犧牲八成人的情況下只能勉強封印魔王。
三年前，在某個目前身份不明的魔王的遊戲中被擊敗，一夜之間被奪去共同體所必要的一切（主力成員、共同體的名號和旗幟）。
現在，被召喚來箱庭的十六夜等人，為了奪回失去的事物，以打倒魔王為目標，為儲備力量，重建領地而奮鬥。
被奪走的聯盟名字為「阿卡迪亞Arcadia」，旗幟是用紅底的布料和金色的邊緣製成，描繪在閉鎖世界中誕生的一名少女，與她所行走的自由大地和山丘為背景。
在第三卷中成為「地域支配者」。在第五卷中為了升格成六位數共同體而與「Will o'wisp」、「Perseus」和「六傷」一起結成聯盟。在第七卷中仁為了奪回同伴、旗幟和共同體的名字並消滅真正的魔王聯盟，提出與殿下等人聯盟。在第十卷中與殿下達成契約。
在第十一卷中「阿吉·達卡哈」被打敗後，真紅布料的“絕對惡”之旗幟的紋樣，恢複成作爲封印鑰匙的本來「阿卡迪亞Arcadia」旗幟，出現在十六夜的手中。
Will o'wisp
近數年才成立的共同體，根據地位於箱庭北區678900外門，是六位數的共同體，同時亦是北區下層最強的共同體。雖然共同體本身具備足夠的戰鬥能力，但並不是武鬥派的共同體，是一個以製造為主的共同體，製作各式各樣精細的工藝品和恩賜。而冶煉技術方面在下層也數一數二，並曾在「火龍誕生祭」中獲得了最優秀獎。旗幟上印有蒼色火焰，代表共同體透過蒼炎引領無辜喪命的魂魄並救濟他們，另外由於傑克的原因，對於兒童的靈魂則會收養並照顧他們。「Will o'wisp」是以「比起恩賜遊戲的參賽者更享受當主辦者」為方針的共同體，在主辦者和參賽者都能好好享受為前提經常舉辦恩賜遊戲。由於受到「馬克士威魔王」的威脅，與「No Name」、「Perseus」和「六傷」一起結成聯盟。
Perseus
根據地位於箱庭東區26745外門。本來是擔任著「Thousand Eyes」幹部的共同體，由於白夜叉舉發了「Perseus」和「No Name」之間的糾紛和其他不名譽事件，因此「Perseus」被「Thousand Eyes」放逐，降成六位數共同體。過去是由希臘神話中的英雄建立的共同體，由化為星座的英雄帕修斯在受邀到箱庭時所建立，成員都是帕修斯的子孫。旗幟是蛇髮女妖頭像。由於「Perseus」被授予「奧林匹斯十二主神」之一工匠神赫淮斯托斯的神格，所以「Perseus」擅長附加恩賜和靈石類的冶煉。目前正與「No Name」、「Will o'wisp」和「六傷」一起結成聯盟。
Thousand Eyes
「Thousand Eyes」由擁有特殊「魔眼」類恩賜的成員們組成的群體型共同體。是一個彙集了全箱庭的情報與消息，由多數共同體集合而成的超巨大商業共同體。旗幟以藍色為底，有著兩名臉對臉的女神頭像。目前首領未知。白夜叉作為「Thousand Eyes」的幹部在箱庭東側四位數門中的3345外門建立屬於衪的根據地。
Salamandra
北區「階層支配者」的其中之一，根據地位於箱庭北區54545外門的煌焰之都，是以火焰龍紋作為旗幟的世襲制共同體，初代首領為「星靈」的星海龍王，目前的首領為珊朵拉。「Salamandra」中擁有突出才能的成員雖然不多，不過卻是靠着廣泛維持亞龍血緣并以此提升組織力至今的一族，支配制空權的主力翼龍型亞龍全部約有四千隻，火蜥蜴和人型的火龍總共超過四萬隻，可謂擁有著龐大的戰力，而這份組織力和以少數精銳為賣點的「No Name」是完全相反。曾加入金絲雀創建的「階層支配者」大聯盟，但由於金絲雀等人行蹤不明和「Arcadia」遭受毀滅性的打擊沒落成「No Name」，「Salamandra」單方面棄盟，直到「黑死斑魔王」襲擊煌焰之都後才和「No Name」重修舊好。曾經是上層四位數一流的共同體，自從200年前參加對抗「阿吉·達卡哈」的戰鬥後實力已經大減，加上3年前「階層支配者」大聯盟遭到不知名魔王攻擊並解體和2年前「Salamandra」因繼承人之爭而發生的內部糾紛的影響下，終於降級到中層五位數的共同體。
根據地煌埳之都被復活的最強魔王「阿吉·達卡哈」襲擊，與「No Name」等共同體共同對抗「阿吉·達卡哈」，為了因應拉普拉斯終端的戰略，將已生子與年老的火龍進行「鬼化」，最後齊力擊敗「絕對惡」。
龍角鷲獅子
南區的現任「階層支配者」，根據地位於箱庭南區7759175外門。原本是由六個共同體所組成的聯盟，分別是「一角」、「二翼」、「三尾」、「四足」、「五爪」和「六傷」，而各共同體有著不同的職務──「一角」、「五爪」負責戰鬥；「二翼」、「四足」、「三尾」負責搬運；「六傷」則是總括聯盟的農業和商業。在以前德拉科作為首領的時期，「龍角鷲獅子」已經是南區的「階層支配者」，並且作為上層四位數一流的共同體加入了金絲雀創建的「階層支配者」大聯盟，在二百年前曾與毀滅「月兔」的最強魔王「阿吉·達卡哈」對抗。自從十年前「Underwood」受到魔王襲擊，「龍角鷲獅子」聯盟以和「Underwood」共存為條件出手協助保護他們和進行復興活動。
在「黑死斑魔王」襲擊北區的同時，殿下等人亦襲擊南區，當時南區的「階層支配者」「Avalon」亦因此生死不明。為了守護沒有「階層支配者」的南區，白夜叉要求「龍角鷲獅子」聯盟舉辦一個成功的收獲祭以此考驗他們能否擔當南區的「階層支配者」。在「Underwood」舉辦收獲祭的時候，殿下等人率領巨人族襲擊「Underwood」，并利用蕾蒂西亞解開巨龍的封印以圖毀滅「Underwood」，最後與「No Name」等人成功擊退了巨人族和巨龍，「龍角鷲獅子」聯盟因而升格為五位數并成為南區的「階層支配者」。成為了「階層支配者」的「龍角鷲獅子」聯盟為了取得更加緊密的互助合作，決定統合成一個萬能的大型共同體，因此「龍角鷲獅子」已經從一個聯盟變成一個共同體。另外因為要合併，為保商標的「六傷」決定退出「龍角鷲獅子」，與「Will o'wisp」和「Perseus」一起加入「No Name」的聯盟。
六傷
共同體「六傷」的名字代表「龍角鹫獅子」身上的六道傷痕。「六傷」是一個以商業活動為主，箱庭下層裏屈指可數的知名商業共同體，在下層各區都設有分店。當「龍角鷲獅子」成為南區的「階層支配者」後，「龍角鷲獅子」聯盟為了取得更加緊密的互助合作，決定統合成一個萬能的大型共同體，但對一個商業共同體更改旗幟和名稱是一個重大的打擊，因為商品的品牌會轉名，造成一定的經濟損失，所以「六傷」決定脫離聯盟，並與「No Name」、「Will o'wisp」和「Perseus」一起結成聯盟。
七天大聖
七位結拜兄弟的魔王以七大妖王的身份所組成的大聯盟，旗主為「齊天大聖」，其餘六名妖王分別是「平天大聖」、「覆海大聖」、「混天大聖」、「移山大聖」、「通風大聖」和「驅神大聖」。雖然從屬「七天大聖」的七名魔王均取以「大聖」的王號，但愛稱為「大聖」的只有孫悟空，而旗下的妖仙和土地神也認同她是稱得上「大聖」的英才，相信「齊天大聖」才是神代之王的人也不在少數，甚至在其他神群中也有如此相信的人。不過「齊天大聖」和六名妖王結為大聯盟後，展開了與玉帝、道教、仙界、佛門等的大戰，可惜最後敗於「護法十二天」和釋迦的手上，其中以強大力量自詡的四大妖王尚存於世，在這個箱庭世界中可說是遠近聞名。在經歷過神話時代的大戰之後，除了之後和玄奘三藏法師共同經歷旅程并皈依佛門的「美猴王」孫悟空之外，倖存的三大妖王依然承受着魔王的烙印，繼續經營共同體。雖然他們沒有再做出明顯的惡行，然而他們的名字卻依然足以被視為箱庭魔王的代名詞之一。
Queen Halloween
位居箱庭三位數的上層共同體，諸如南區的「Avalon」等騎士、英靈有關的共同體大多都隸屬於其聯盟旗下。並且會從中選出優秀並受女王中意的人才組成女王騎士團。首領為「萬聖節女王」（管理世界境界的太陽與黄金魔王），有能力將人從異世界召喚進入箱庭(維拉、克洛亞)。是個擁有強大力量與多個太陽主權的魔王，雖然被公認為問題兒童，但都會自己收拾所惹出的麻煩，因此受多數共同體的尊敬。
Fores Garo
隸屬上層魔王的共同體「六百六十六之獸」旗下。根據地與「No Name」一樣為東區箱庭2105380外門。「Fores Garo」在與「No Name」進行恩賜遊戲敗北後已經解體了。
Grimm Grimoire・Hameln
由佩絲特率領的共同體。在與「No Name」進行恩賜遊戲敗北後解體。
Ouroboros
與三年前袭击「No Name」的神秘魔王有關的魔王聯盟。
天軍
被流傳為最強武神集團的諸神聯合共同體。據說隸屬其中的神群不僅有佛門，還有奧林匹克的眾神和天使等。本是為了對抗「反烏托邦」才成立的混合神群，但在責任結束後就由「護法十二天」承擔其職責。

## 創作中止
作者竜ノ湖太郎於2020年7月13日推特中說明，系列作將暫時停止撰寫，自身表示因身體因素無法持續創作，此外從他之前推特上發的文就有各種跟出版社的摩擦情況，包含被編輯部放鳥，交稿了好幾個月都沒收到編輯部的通知，最新一集也沒內頁插圖。
在中止前最新一集《問題兒童的最終考驗8》的後記中也提及身心雙方面皆無法持續，雖打算繼續創作活動但會先和本系列保持距離等聲明，並且希望哪天能夠以某種形式來尋求完結。

## 出版書籍

### 輕小說

#### 本篇
| 集數                                     | 日版副標題                    | 中文版副標題                  | 角川書店                      | 角川書店                      | 台灣角川                                | 台灣角川                                           | 湖南美术出版社、天聞角川      | 湖南美术出版社、天聞角川      | 封面人物 （迷你人物）                                      |
| 集數                                     | 日版副標題                    | 中文版副標題                  | 發售日期                      | ISBN                          | 發售日期                                | ISBN                                               | 發售日期                      | ISBN                          | 封面人物 （迷你人物）                                      |
| 第一部 問題兒童都來自異世界？            | 第一部 問題兒童都來自異世界？ | 第一部 問題兒童都來自異世界？ | 第一部 問題兒童都來自異世界？ | 第一部 問題兒童都來自異世界？ | 第一部 問題兒童都來自異世界？           | 第一部 問題兒童都來自異世界？                      | 第一部 問題兒童都來自異世界？ | 第一部 問題兒童都來自異世界？ | 第一部 問題兒童都來自異世界？                              |
| ---------------------------------------- | ----------------------------- | ----------------------------- | ----------------------------- | ----------------------------- | --------------------------------------- | -------------------------------------------------- | ----------------------------- | ----------------------------- | ---------------------------------------------------------- |
| 1                                        |                               | YES！是兔子叫來的！           | 2011年3月31日                 | ISBN 978-4-04-474839-5        | 2012年2月23日                           | ISBN 978-986-287-591-9                             | 2013年1月20日                 | ISBN 978-7-5356-5925-5        | 黑兔 （十六夜、飛鳥、耀）                                  |
| 2                                        |                               | 唉呀，魔王來襲的通知？        | 2011年6月30日                 | ISBN 978-4-04-474848-7        | 2012年5月30日                           | ISBN 978-986-287-707-4                             | 2013年2月25日                 | ISBN 978-7-5356-6006-0        | 飛鳥、梅爾 （黑兔、十六夜、耀                              |
| 3                                        |                               | 是嗎……巨龍召喚                | 2011年10月29日                | ISBN 978-4-04-474854-8        | 2012年9月6日                            | ISBN 978-986-287-910-8                             | 2013年3月5日                  | ISBN 978-7-5356-60398         | 耀、三毛貓 （蕾蒂西亞、愛夏、傑克、仁）                    |
| 4                                        |                               | 攻擊第十三顆太陽！            | 2012年2月29日                 | ISBN 978-4-04-100182-0        | 2013年2月14日                           | ISBN 978-986-325-149-1                             | 2013年4月5日                  | ISBN 978-7-5356-6114-2        | 蕾蒂西亞 （十六夜、飛鳥、耀）                              |
| 5                                        |                               | 降臨！蒼海的霸者              | 2012年6月30日                 | ISBN 978-4-04-100357-2        | 2013年7月26日                           | ISBN 978-986-325-416-4                             | 2013年6月20日                 | ISBN 978-7-5356-6236-1        | 白夜叉 （佩絲特、白雪姬、店員）                            |
| 6                                        |                               | 銜尾蛇的聯盟旗                | 2012年11月30日                | ISBN 978-4-04-100585-9        | 2013年8月15日                           | ISBN 978-986-325-540-6                             | 2013年9月20日                 | ISBN 978-7-5356-6491-4        | 佩絲特 （蛟魔王、白夜叉、斐思·雷斯）                       |
| 7                                        |                               | 落陽，而後墜月                | 2013年3月30日                 | ISBN 978-4-04-100759-4        | 2013年11月22日                          | ISBN 978-986-325-694-6                             | 2013年11月20日                | ISBN 978-7-5356-6633-8        | 维拉 （傑克、黑兔、耀）                                    |
| 8                                        | （OVA同梱版）                 | 暴虐的三頭龍                  | 2013年7月21日                 | ISBN 978-4-04-100685-6        | 2014年2月4日                            | ISBN 978-986-325-783-7                             |                               |                               | 莉莉（泳裝版）                                             |
| 8                                        | （通常版）                    | 暴虐的三頭龍                  | 2013年8月1日                  | ISBN 978-4-04-100936-9        | 2014年2月4日                            | ISBN 978-986-325-783-7                             | 莉莉 （十六夜、飛鳥、耀）     |                               |                                                            |
| 9                                        |                               | YES！這是箱庭的日常！         | 2013年11月1日                 | ISBN 978-4-04-101060-0        | 2014年8月7日                            | ISBN 978-986-366-034-7                             |                               |                               | 黑兔 （愛夏、傑克）                                        |
| 10                                       |                               | 於是、兔子投身煉獄            | 2014年4月1日                  | ISBN 978-4-04-101295-6        | 2014年12月4日                           | ISBN 978-986-366-228-0                             |                               |                               | 金絲雀、克洛亞·巴隆 （蛟劉、莎拉、拉普拉斯惡魔（拉普子）） |
| 11                                       |                               | 擊出、比星光更快！            | 2014年8月1日                  | ISBN 978-4-04-102006-7        | 2015年8月6日                            | ISBN 978-986-366-603-5                             |                               |                               | 十六夜 （飛鳥、耀、黑兔）                                  |
| 12                                       |                               | 軍神的前程諮詢!               | 2015年3月31日                 | ISBN 978-4-04-102007-4-       | 2016年2月10日（限定版） 2016年3月3日    | EAN 4712961070393（限定版） ISBN 978-986-366-904-3 |                               |                               | 飛鳥、耀、黑兔 （十六夜）                                  |
| 第二部 Last Embryo（問題兒童的最終考驗） |                               |                               |                               |                               |                                         |                                                    |                               |                               |                                                            |
| 1                                        |                               | 問題兒童們歸來                | 2015年6月1日                  | ISBN 978-4-04-103061-5        | 2016年8月11日                           | ISBN 978-986-473-231-9                             |                               |                               | 久藤彩鳥                                                   |
| 2                                        |                               | Avatara再臨                   | 2015年12月1日                 | ISBN 978-4-04-103093-6        | 2017年2月2日                            | EAN 4712961074230（特裝版） ISBN 978-986-473-494-8 |                               |                               | 彩里鈴華                                                   |
| 3                                        |                               | 失控！精靈列車！              | 2016年6月1日                  | ISBN 978-4-04-103955-7        | 2017年8月10日（特裝版） 2017年8月24日   | EAN 4712961076289（特裝版） ISBN 978-986-473-777-2 |                               |                               | 春日部耀                                                   |
| 4                                        |                               | 王者再臨                      | 2017年4月1日                  | ISBN 978-4-04-104715-6        | 2018年2月1日                            | EAN 4712961077880（特裝版） ISBN 978-957-564-002-6 |                               |                               | 西鄉焰                                                     |
| 5                                        |                               | 集結時刻，失控再啟！          | 2018年6月1日                  | ISBN 978-4-04-105519-9        | 2019年3月7日                            | ISBN 978-957-564-819-0                             |                               |                               | 久遠飛鳥                                                   |
| 6                                        |                               | 激鬥！亞特蘭提斯大陸          | 2018年12月1日                 | ISBN 978-4-04-107678-1        | 2020年5月21日                           | ISBN 978-957-743-683-2                             |                               |                               | 上杉謙信                                                   |
| 7                                        |                               | 怒吼吧英傑，甦醒吧神之雷霆！  | 2019年6月1日                  | ISBN 978-4-04-107679-8        | 2020年11月11日（特裝版） 2020年11月19日 | EAN 4713510137147（特裝版） ISBN 978-986-524-059-2 |                               |                               | 拉彌亞                                                     |
| 8                                        |                               | 問題兒童的追想                | 2020年7月1日                  | ISBN 978-4-04-108727-5        | 2021年5月10日                           | ISBN 978-986-524-409-5                             |                               |                               | 十六夜                                                     |

#### 短編
The Sneaker WEB — Novel Library發表作品
| 日文標題 | 中文翻譯                               | 發表日         | 備註                         |
| -------- | -------------------------------------- | -------------- | ---------------------------- |
| 「」     | 箱庭中某一天的日常                     | 2011年6月27日  | 發生於本篇的第1卷及第2卷之間 |
| 「」     | 蠟燭與煎蛋捲與鬼鎮                     | 2012年2月24日  | 發生於本篇的第3卷序幕        |
| 「」     | 異邦人的茶會                           | 2012年6月25日  | 發生於本篇的第4卷及第5卷之間 |
| 「」     | 莉莉的大冒險〜偉人說不勞者不得食〜前篇 | 2012年11月26日 | 發生於本篇的第5卷序幕        |
| 「」     | 莉莉的大冒險〜偉人說不勞者不得食〜中篇 | 2013年1月25日  | 發生於本篇的第5卷序幕        |
| 「」     | 莉莉的大冒險〜偉人說不勞者不得食〜後篇 | 2013年2月25日  | 發生於本篇的第5卷序幕        |

### 漫畫
- 問題兒童都來自異世界？

| 卷數 | 角川書店      | 角川書店               | 台灣角川       | 台灣角川               |
| 卷數 | 發售日期      | ISBN                   | 發售日期       | ISBN                   |
| ---- | ------------- | ---------------------- | -------------- | ---------------------- |
| 1    | 2012年12月6日 | ISBN 978-4-04-120524-2 | 2013年11月27日 | ISBN 978-986-325-685-4 |
| 2    | 2013年3月7日  | ISBN 978-4-04-120632-4 | 2014年3月14日  | ISBN 978-986-325-870-4 |
| 3    | 2013年8月21日 | ISBN 978-4-04-120833-5 | 2014年8月14日  | ISBN 978-986-366-106-1 |
| 4    | 2014年2月26日 | ISBN 978-4-04-120947-9 | 2015年3月21日  | ISBN 978-986-366-391-1 |

- 問題兒童都來自異世界？乙

| 卷數 | 富士見書房   | 富士見書房             | 台灣角川      | 台灣角川               |
| 卷數 | 發售日期     | ISBN                   | 發售日期      | ISBN                   |
| ---- | ------------ | ---------------------- | ------------- | ---------------------- |
| 1    | 2013年1月7日 | ISBN 978-4-04-712848-4 | 2014年9月6日  | ISBN 978-986-366-157-3 |
| 2    | 2013年5月9日 | ISBN 978-4-04-712871-2 | 2015年4月8日  | ISBN 978-986-366-446-8 |
| 3    | 2014年1月9日 | ISBN 978-4-04-712993-1 | 2015年7月24日 | ISBN 978-986-366-623-3 |

## 電視動畫

### 製作人員
- 原作：・天之有（角川Sneaker文庫出版）
- 製作：菊池剛、土橋哲也、合志陽一郎、福原直樹、武智恒雄、平田哲、藤澤博之、小原充、熊谷宣和、木場正博
- 總監督：草川啟造
- 監督：山本靖貴
- 系列構成：木村暢
- 角色設計、總作畫監督：井出直美
- 主動畫師：石川雅一、本多美乃
- 動作監修：玉木慎吾
- 色彩設計：小島真喜子
- 美術監督：稻葉邦彥
- 攝影監督：伊藤康行
- 編輯：岡祐司
- 音樂：濱口史郎
- 音樂制作：飛犬、日本古倫美亞
- 音樂製作人：佐藤正和、植村俊一
- 音響監督：
- 企劃、執行製片人：安田猛
- 製片人： 田村淳一郎、倉兼千晶
- 動畫製作人：關山晃弘
- 動畫制作：Diomedéa
- 製作：Project「No Name」

### 主題曲
片頭曲「Black † White」（第2話 - 第10話）
作詞、作曲：manzo，編曲：CHOKKAKU，歌：野水伊織
片尾曲
「To Be Continued？」（第2話 - 第9話）
作詞：三浦誠司，作曲：大澤圭一，歌：佐土原香織
（第10話）
作詞：三浦誠司，作曲：Noda Akiko，歌：佐土原香織
插曲
「Beauty as the Beast」（第1話、第5話）
作词：三浦誠司，作曲：酒匂謙一，歌：佐土原香織 featuring 山形幸生
「Scarlet」（第10話）
作词：RUCCA，作曲：雅大，歌：久遠飛鳥 starring 布萊德庫特·莎拉·惠美
「SINCERELY」（OVA01）
作词：RUCCA，作曲：石川烈，編曲：manzo，歌：春日部耀 starring 中島愛

### 各話列表
| 話數   | 標題                                       | 劇本     | 分鏡       | 演出       | 作畫監督                                         |
| ------ | ------------------------------------------ | -------- | ---------- | ---------- | ------------------------------------------------ |
| 第1話  | 問題兒童好像來到箱庭了喔？                 | 木村暢   | 草川啟造   | 小平麻紀   | 石川雅一 本多美乃 佐藤麻里耶                     |
| 第2話  | 和服蘿莉似乎都是脫離常識的人喔？           | 木村暢   | 吉田泰三   | 山本靖貴   | 松本麻友子 玉木慎吾 武本大介 本多美乃            |
| 第3話  | 澡堂裡好像有那種事和這種事喔？             | 山田靖智 | 島津裕行   | 奧野耕太   | 宇佐美皓一 相坂直樹 小澤圓                       |
| 第4話  | 黑兔好像被變態盯上了喔？                   | 白根秀樹 | 所俊克     | 所俊克     | 佐藤麻里那 若山政志 木村邦彥~工藤利春            |
| 第5話  | 誓言似乎在星的彼方喔？                     | 山田靖智 | 三宅雄一郎 | 三宅雄一郎 | 德田夢之介 三宅雄一郎                            |
| 第6話  | 問題兒童好像要參加祭典的騷動喔？           | 木村暢   | 木宮茂     | 木宮茂     | 大西秀明 國行由里江 石川雅一 本多美乃 佐藤麻里耶 |
| 第7話  | 在黑暗中飛鳥好像要被強吻喔？               | 白根秀樹 | 吉田泰三   | 小坂春女   | 松本麻友子 富谷美香                              |
| 第8話  | 邪惡的不幸好像是隨著笛聲而來喔？           | 山田靖智 | 島津裕行   | 矢野孝典   | 宇佐美皓一 飯飼一幸                              |
| 第9話  | 帶來死亡的香氣好像要蔓延到街道喔？         | 木村暢   | 所俊克     | 渡部周     | 三宅雄一郎 追崎史敏 涉谷秀                       |
| 第10話 | 問題兒童好像要分出勝負了喔？               | 木村暢   | 山本靖贵   | 山本靖贵   | 佐藤麻里那 若山政志 大西秀明 國行由里江          |
| OVA01  | 問題兒童好像都來自異世界喔？～溫泉漫遊記～ | 白根秀樹 | 所俊克     | 所俊克     | 井出直美 玉木慎吾 齋田博之 國行由里江 佐藤麻里那 |

### 播放電視台
日本深夜動畫：下文記載的日本国内播放時間使用日本標準時間（UTC+9）表示。因為部分時間标识會採用30小时制，因此請留意这类超过24:00的时间，其實際播放時間為翌日清晨。
| 播放地區 | 播放電視台   | 播放日期                | 播放時間（UTC+9）          | 所屬聯播網 | 備註     |
| -------- | ------------ | ----------------------- | -------------------------- | ---------- | -------- |
| 東京都   | TOKYO MX     | 2013年1月11日 - 3月15日 | 星期五 25時30分 - 26時00分 | 獨立UHF局  | [ 5 ]    |
| 神奈川縣 | 神奈川電視台 | 2013年1月13日 - 3月17日 | 星期日 24時00分 - 24時30分 | 獨立UHF局  | [ 5 ]    |
| 千葉縣   | 千葉電視台   | 2013年1月13日 - 3月17日 | 星期日 24時00分 - 24時30分 | 獨立UHF局  |          |
| 兵庫縣   | SUN電視台    | 2013年1月13日 - 3月17日 | 星期日 24時30分 - 25時00分 | 獨立UHF局  |          |
| 埼玉縣   | 埼玉電視台   | 2013年1月13日 - 3月17日 | 星期日 25時00分 - 25時30分 | 獨立UHF局  |          |
| 福岡縣   | TVQ九州放送  | 2013年1月13日 - 3月17日 | 星期日 26時30分 - 27時00分 | 東京電視網 |          |
| 日本全國 | TwellV       | 2013年1月14日 - 3月18日 | 星期一 26時00分 - 26時30分 | 衛星電視   | [ 註 8 ] |
| 岐阜縣   | 岐阜放送     | 2013年1月15日 - 3月19日 | 星期二 24時00分 - 24時30分 | 獨立UHF局  |          |
| 日本全國 | AT-X         | 2013年1月16日 - 3月20日 | 星期三 21時00分 - 21時30分 | 衛星電視   | 有重播   |
| 三重縣   | 三重電視台   | 2013年1月16日 - 3月20日 | 星期三 25時20分 - 25時50分 | 獨立UHF局  |          |

## 外部連結
- 原作官方網站（角川Sneaker文庫） （日語）
- 特設官網（角川書店） （日語）
- 動畫化特報官網 （日語）
- 動畫官方網站（页面存档备份，存于） （日語）
- 問題兒童都來自異世界？（動畫）在動畫新聞網百科全書中的資料（英文） （英文）